# Marcenat (Cantal)
Marcenat település Franciaországban, Cantal megyében. Lakosainak száma 510 fő (2022. január 1.). Marcenat Condat, Landeyrat, Lugarde, Montgreleix, Pradiers, Saint-Bonnet-de-Condat és Anzat-le-Luguet községekkel határos.

## Népesség
A település népességének változása:
| Lakosok száma | 1218 | 928  | 823  | 553  | 506  | 505  | 515  | 517  | 514  | 510  |
|               | 1968 | 1982 | 1990 | 2006 | 2013 | 2015 | 2017 | 2019 | 2020 | 2022 |